# Olympische Sommerspiele 1956/Segeln
Bei den XVI. Olympischen Sommerspielen 1956 in Melbourne fanden fünf Wettkämpfe im Segeln statt.

## Bilanz

### Medaillenspiegel
| Platz | Land               | Gold | Silber | Bronze | Gesamt |
| ----- | ------------------ | ---- | ------ | ------ | ------ |
| 01    | Schweden           | 2    | —      | —      | 2      |
| 02    | Dänemark           | 1    | 1      | —      | 2      |
| 03    | Vereinigte Staaten | 1    | —      | 1      | 2      |
| 04    | Neuseeland         | 1    | —      | —      | 1      |
| 05    | Großbritannien     | —    | 1      | 2      | 3      |
| 06    | Australien         | —    | 1      | 1      | 2      |
| 07    | Belgien            | —    | 1      | —      | 1      |
| 07    | Italien            | —    | 1      | —      | 1      |
| 09    | Bahamas            | —    | —      | 1      | 1      |

### Medaillengewinner
| Disziplin      | Gold                                                | Silber                                                                            | Bronze                                                   |
| -------------- | --------------------------------------------------- | --------------------------------------------------------------------------------- | -------------------------------------------------------- |
| Finn-Dinghy    | Paul Elvstrøm                                       | André Nelis                                                                       | John Marvin                                              |
| Drachen        | Schweden Folke Bohlin Bengt Palmquist Leif Wikström | Dänemark Cyril Andresen Ole Berntsen Christian von Bülow                          | Großbritannien Ronald Backus Jonathan Janson Graham Mann |
| 5,5-m-R-Klasse | Schweden Hjalmar Karlsson Lars Thörn Sture Stork    | Großbritannien David Bowker Neil Kennedy-Cochran-Patrick John Dillon Robert Perry | Australien Douglas Buxton Devereaux Mytton Jock Sturrock |
| Sharpie        | Neuseeland Jack Cropp Peter Mander                  | Australien John Scott Rolly Tasker                                                | Großbritannien Jasper Blackall Terence Smith             |
| Star           | Vereinigte Staaten Lawrence Low Herbert Williams    | Italien Nicolò Rode Agostino Straulino                                            | Bahamas Sloane Farrington Durward Knowles                |

## Ergebnisse

### Finn-Dinghy
| Platz | Land | Athlet             | Punkte |
| ----- | ---- | ------------------ | ------ |
| 1     | DEN  | Paul Elvstrøm      | 7509   |
| 2     | BEL  | André Nelis        | 6254   |
| 3     | USA  | John Marvin        | 5953   |
| 4     | EUA  | Jürgen Vogler      | 4199   |
| 5     | SWE  | Rickard Sarby      | 3990   |
| 6     | RSA  | Eric Bougers       | 3912   |
| 7     | ITA  | Adelchi Pelaschier | 3409   |
| 8     | BAH  | Kenneth Albury     | 3182   |

### Star
| Platz | Land | Athleten                                     | Punkte |
| ----- | ---- | -------------------------------------------- | ------ |
| 1     | USA  | Lawrence Low Herbert Williams                | 5876   |
| 2     | ITA  | Nicolò Rode Agostino Straulino               | 5649   |
| 3     | BAH  | Sloane Farrington Durward Knowles            | 5223   |
| 4     | POR  | Duarte Manuel Bello José Silva               | 3825   |
| 5     | FRA  | Philippe Chancerel Michel Parent             | 3126   |
| 6     | CUB  | Carlos de Cárdenas Culmell Jorge de Cárdenas | 2714   |
| 7     | GBR  | Bruce Banks Stanley Potter                   | 2387   |
| 8     | URS  | Timir Pinegin Fjodor Schutkow                | 1778   |

### Sharpie
| Platz | Land | Athleten                         | Punkte |
| ----- | ---- | -------------------------------- | ------ |
| 1     | NZL  | Jack Cropp Peter Mander          | 6086   |
| 2     | AUS  | John Scott Rolly Tasker          | 6086   |
| 3     | GBR  | Jasper Blackall Terence Smith    | 4859   |
| 4     | ITA  | Mario Capio Emilio Massino       | 3928   |
| 5     | RSA  | John Sully Alfred Evans          | 2917   |
| 6     | EUA  | Rolf Mulka Ingo von Bredow       | 2840   |
| 7     | URS  | Boris Iljin Alexander Tschumakow | 2479   |
| 8     | FRA  | Roger Tiriau Claude Flahault     | 2058   |

### Drachen
| Platz | Land | Athleten                                             | Punkte |
| ----- | ---- | ---------------------------------------------------- | ------ |
| 1     | SWE  | Folke Bohlin Bengt Palmquist Leif Wikström           | 5723   |
| 2     | DEN  | Cyril Andresen Ole Berntsen Christian von Bülow      | 5723   |
| 3     | GBR  | Ronald Backus Jonathan Janson Graham Mann            | 4547   |
| 4     | ARG  | Jorge Salas Chávez Arnoldo Pekelharing Boris Belada  | 4225   |
| 5     | AUS  | Graham Drane Brian Carolan James Carolane            | 3769   |
| 6     | ITA  | Sergio Sorrentino Piero Gorgatto Annibale Pelaschier | 3404   |
| 7     | NOR  | Thor Thorvaldsen Carl Svæ Bjørn Gulbrandsen          | 3253   |
| 8     | CAN  | David Howard Clifford Howard Donald Tytler           | 3186   |

### 5,5-m-R-Klasse
| Platz | Land | Athleten                                                           | Punkte |
| ----- | ---- | ------------------------------------------------------------------ | ------ |
| 1     | SWE  | Hjalmar Karlsson Lars Thörn Sture Stork                            | 5527   |
| 2     | GBR  | David Bowker Neil Kennedy-Cochran-Patrick John Dillon Robert Perry | 4050   |
| 3     | AUS  | Douglas Buxton Devereaux Mytton Jock Sturrock                      | 4022   |
| 4     | USA  | Ferdinand Schoettle Victor Sheronas John Bryant Robert Stinson     | 3971   |
| 5     | NOR  | Peder Lunde senior Odd Harsheim Halfdan Ditlev-Simonsen            | 3807   |
| 6     | FRA  | Albert Cadot Jean-Jacques Herbulot Dominique Perroud               | 1779   |
| 7     | ITA  | Massimo Oberti Antonio Carattino Carlo Spirito Antonio Cosentino   | 1677   |
| 8     | URS  | Konstantin Alexandrow Konstantin Melgunow Lew Alexejew             | 1598   |